# Lycosa masteri
Lycosa masteri är en spindelart som beskrevs av Pocock 1901. Lycosa masteri ingår i släktet Lycosa och familjen vargspindlar. Inga underarter finns listade i Catalogue of Life.